# Epimorius
Epimorius is een geslacht van vlinders van de familie snuitmotten (Pyralidae), uit de onderfamilie Galleriinae.

## Soorten
- E. caribellus Ferguson, 1991
- E. prodigiosa Whalley, 1964
- E. suffusus Zeller, 1877
- E. testaceellus Ragonot, 1887